# لو تامپل
لو تامپل (انگلیسی: Lew Temple؛ زادهٔ ۲ اکتبر ۱۹۶۷) یک هنرپیشه اهل ایالات متحده آمریکا است. وی از سال ۱۹۹۳ میلادی تاکنون مشغول فعالیت بوده است.

## گزیده فیلمشناسی
از فیلم‌ها یا برنامه‌های تلویزیونی که وی در آن نقش داشته است می‌توان به آثار زیر اشاره کرد.
- پسران نیوتن (۱۹۹۸)
- زندگی در حال نابودی (۱۹۹۹)
- ۲۱ گرم (۲۰۰۳)
- مطرودین شیطان (۲۰۰۵)
- دومینو (فیلم ۲۰۰۵) (۲۰۰۵)
- کشتار با اره‌برقی در تگزاس: سرآغاز (۲۰۰۶)
- دژا وو (فیلم) (۲۰۰۶)
- هالووین (فیلم ۲۰۰۷) (۲۰۰۷)
- پیشخدمت (۲۰۰۷)
- خانه (فیلم ۲۰۰۸) (۲۰۰۸)
- توقف‌ناپذیر (فیلم ۲۰۱۰) (۲۰۱۰)
- رنگو (فیلم ۲۰۱۱) (۲۰۱۱)
- بی‌قانون (فیلم ۲۰۱۲) (۲۰۱۲)
- رنجر تنها (فیلم ۲۰۱۳) (۲۰۱۳)
- ۳۱ (فیلم) (۲۰۱۶)
- آدم‌ربایی (فیلم ۲۰۱۷) (۲۰۱۷)
- روزی روزگاری در هالیوود (۲۰۱۹)
- سی‌اس‌آی: میامی (۲۰۰۷)
- [ان‌سی‌آی‌اس: لس آنجلس[]] (۲۰۱۰)
- ذهن‌های مجرم (۲۰۱۱)
- صلیب (فیلم ۲۰۱۱) (۲۰۱۱)
- خون شریر (۲۰۱۴)
- پسری به نام سیلبوت (۲۰۱۸)
- هیولاوار (۲۰۲۲)
- مردگان متحرک (مجموعه تلویزیونی) (۲۰۱۲–۱۳)